# Fontaine-Uterte
Fontaine-Uterte ist eine französische Gemeinde mit 135 Einwohnern (Stand: 1. Januar 2022) im Département Aisne in der Region Hauts-de-France (vor 2016 Picardie). Sie gehört zum Arrondissement Saint-Quentin, zum Kanton Bohain-en-Vermandois und zum Gemeindeverband Pays du Vermandois.

## Geografie
Die Gemeinde Fontaine-Uterte liegt vier Kilometer nordwestlich der Somme-Quelle und elf Kilometer nordöstlich von Saint-Quentin. Nachbargemeinden von Fontaine-Uterte sind Montbrehain im Norden, Croix-Fonsomme im Osten, Fonsomme im Südosten, Essigny-le-Petit im Süden, Remaucourt im Südwesten sowie Sequehart im Westen.

## Bevölkerungsentwicklung
| Jahr                       | 1962 | 1968 | 1975 | 1982 | 1990 | 1999 | 2010 | 2021 |
| Einwohner                  | 168  | 165  | 205  | 159  | 135  | 119  | 127  | 136  |
| Quellen: Cassini und INSEE |      |      |      |      |      |      |      |      |

## Sehenswürdigkeiten
- Kirche Saint-Pierre, erbaut im 16. Jahrhundert
- Kapelle Saint-Pierre
- Wasserturm

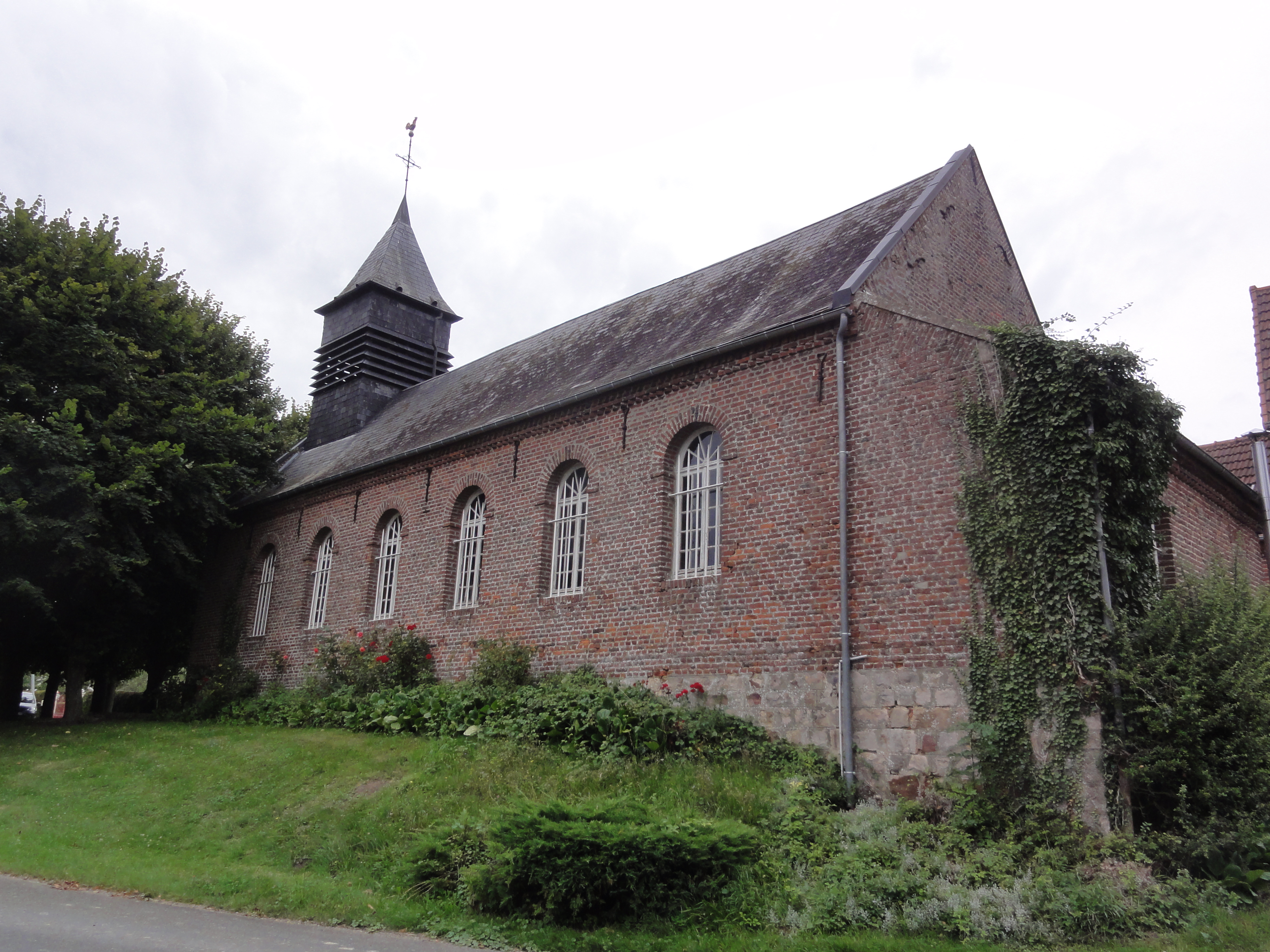
Kirche Saint-Pierre
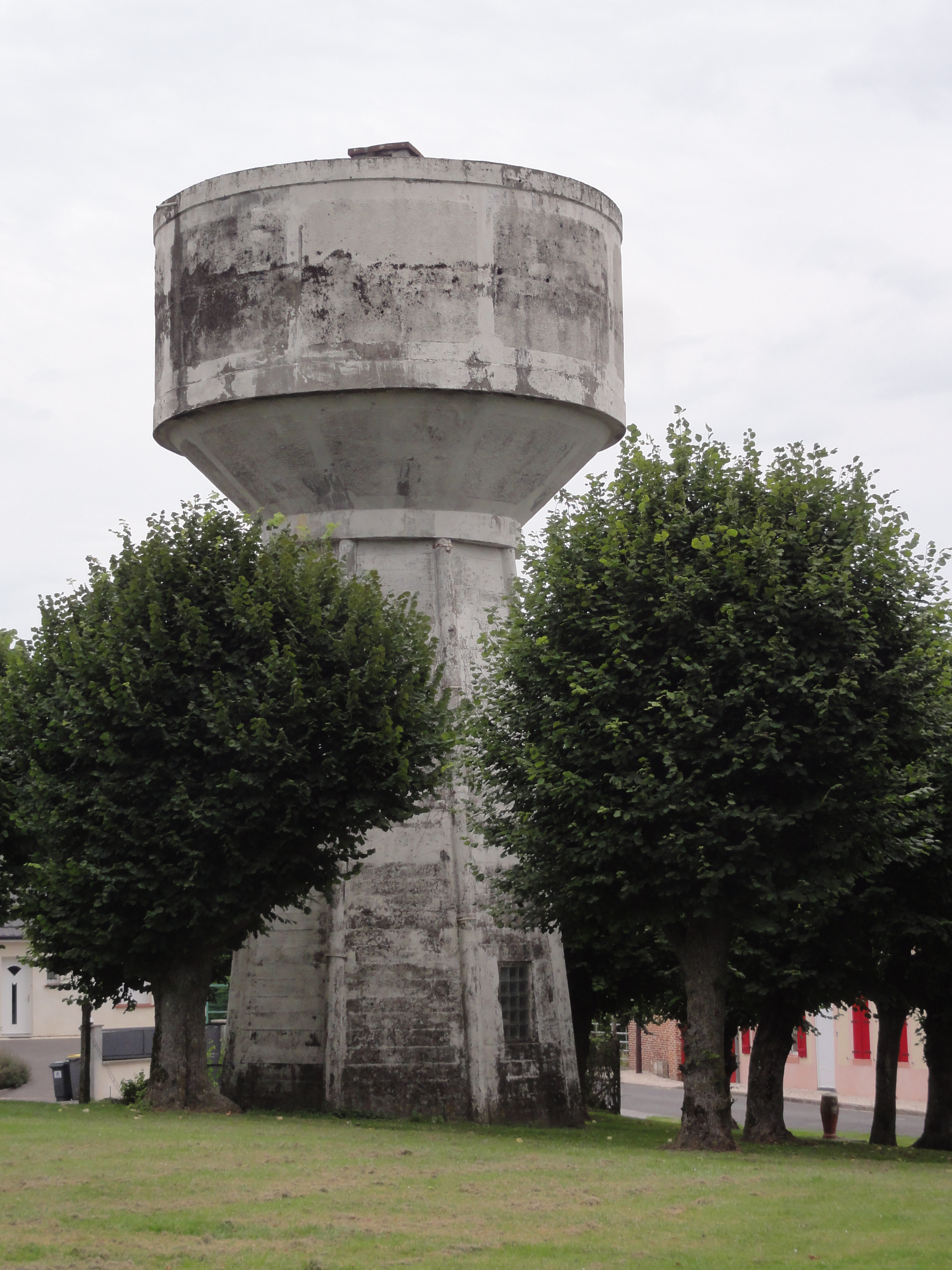
Wasserturm
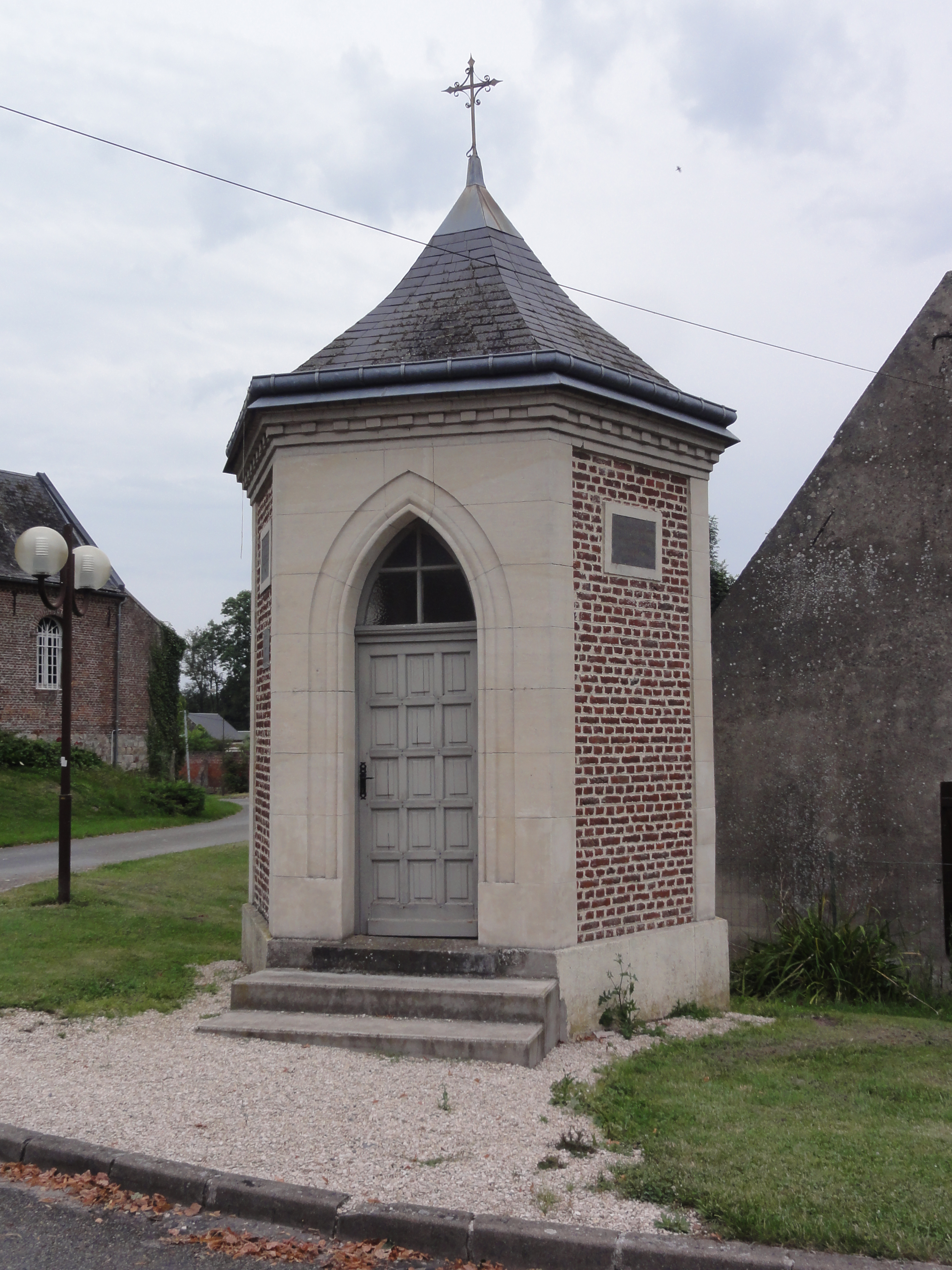
Kapelle Saint-Pierre
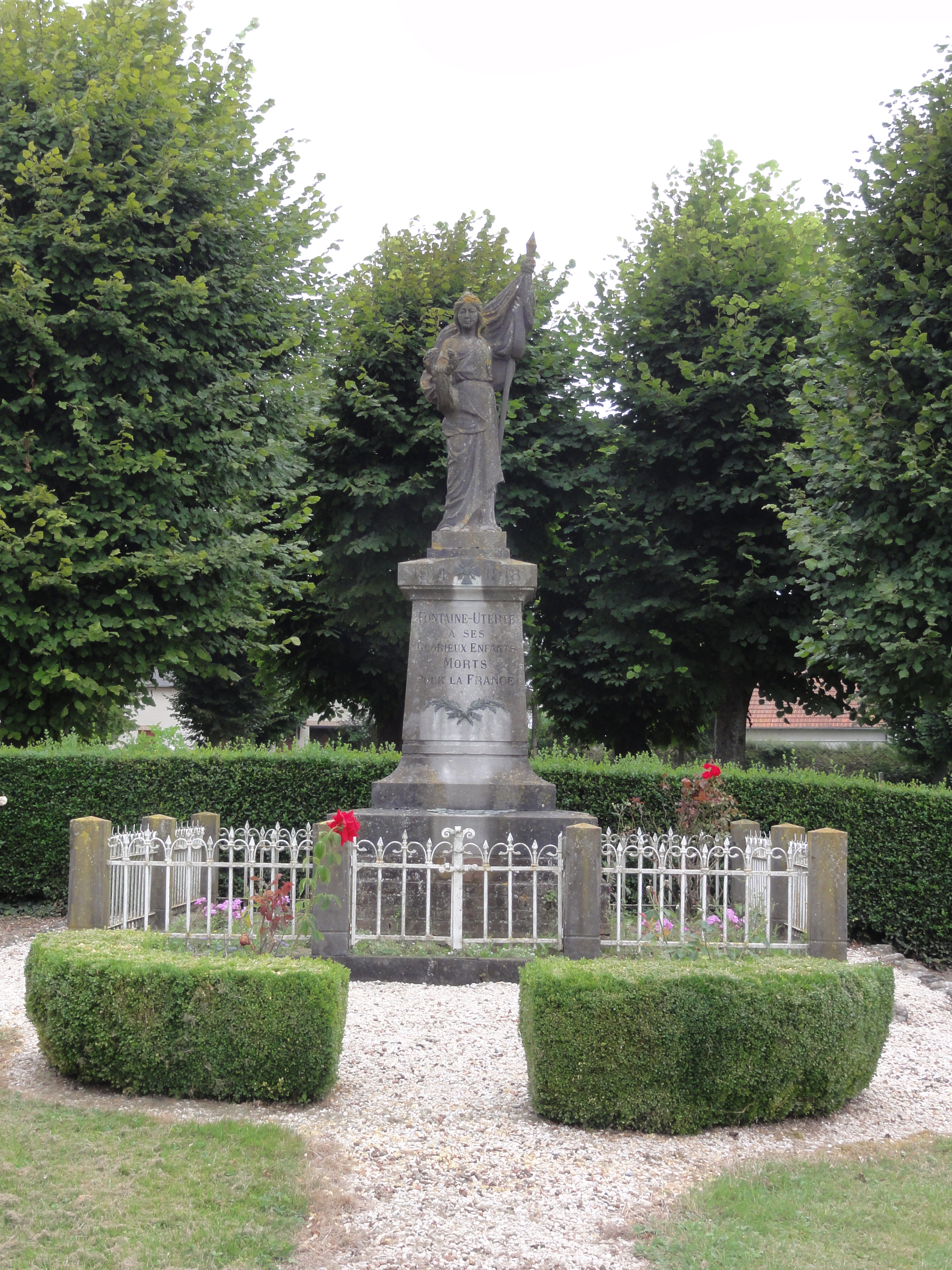
Gefallenendenkmal